# Genopole
Genopole és el primer biocluster a França dedicat íntegrament a les bioteràpies, a la investigació en genètica, genòmica, post-genòmica, xenobiologia i al desenvolupament d'indústries biotecnològiques. Es troba a Évry-Courcouronnes.
Genopole té una triple missió:
- Desenvolupar un campus d'investigació d'excel·lència en genòmica i post-genòmica, centrat en teràpies gèniques, en sinergia amb la Universitat d'Evry Val d'Essonne (UEVE);
- Fomentar el naixement i promoure el desenvolupament d'empreses biotecnològiques mitjançant un suport adequat en els sectors de la salut, el medi ambient, l'agronomia i la indústria.
- Crear un biotecnoparc a Évry-Courcouronnes / Corbeil-Essonnes, conjuntament amb el campus de recerca.

L'any 2018, el biocluster reuneix en un sol lloc 17 laboratoris de recerca acadèmica, 87 empreses de biotecnologia, així com 20 plataformes científiques i plataformes tècniques compartides al voltant de la Universitat d'Evry Val d'Essonne, els camps científics dels quals proporcionen una educació d'alt nivell en ciències de la vida.

## Investigador destacable
- Jean Weissenbach, un biòleg francès[3]